# 拉姆·那拉扬
拉姆·那拉扬（IAST: Rām Nārāyaṇ；1927年12月25日—2024年11月9日），通常被冠以“潘迪特”的称呼（在印度语中意为学者，梵学家等）。他是一名印度音乐家，使得弓形乐器萨伦吉琴作为印度斯坦古典音乐会独奏乐器而受到欢迎，而且是第一位在国际上取得成功的萨伦吉琴弹奏者。
那拉扬生于乌代浦，年幼起学习弹奏萨伦吉琴。他从萨伦吉琴弹奏者和歌手那里学习，十多岁就成为一名音乐教师和旅行音乐人。那拉扬于1944年与拉合而的全印广播电台签约，成为声乐伴奏。在1947年印巴分治后，他移居德里并且痴迷于一些伴奏之外工作。因为与配角不合，那拉扬于1949年移居孟买，受雇于印度电影公司。
在经历1954年的一次失败的尝试后，那拉扬1956年成为一名独奏音乐会艺术家，并随后结束了伴奏生涯。20世纪60年代，他开始录制个人专辑并游走于欧美。那拉扬直至2000年后，还教一些印度以及外国学生，并且开始在印度海外频繁出演。2005年，他被授予了印度第二大市民荣誉莲花赐勋章。